# Benjamin Eze
Benjamin Ndubuisi Eze (Lagos, 8 febbraio 1981) è un ex cestista nigeriano naturalizzato italiano.
Alto 208 cm, ricopriva il ruolo di centro.

## Carriera
Il primo approccio con il basket avviene negli anni novanta (1994) in patria, con la Bishop Aggey Memorial, ed era uno dei giovani talenti africani più promettenti. Anche se ancora adolescente (17 anni) la sua fama lo porta in Russia nel 1998 a Saratov, l'anno successivo a Southern Idaho (JCollege) e poi ha partecipato alla Lega Adriatica con lo Slovan Lubiana. Nel 2001 è ritornato in Italia e ha giocato tre stagioni con Reggio Calabria. Dal 2004 al 2010 è a Siena, dove ha vinto quattro scudetti, nel 2007, 2008, 2009 e 2010, tre supercoppe italiane nel 2007, 2008 e 2009 (durante la supercoppa 2004 era nel roster solo per l'Eurolega) e due coppe Italia nel 2009 e 2010. Nella stagione 2010-11 gioca in Russia nel Chimki, dove resta fino a gennaio per poi tornare in Italia, all'Olimpia Milano, da cui si separa a fine stagione.
Le sue percentuali di tiro hanno raggiunto l'apice nella stagione 2006-07 alla Montepaschi Siena, con percentuali intorno al 65% di realizzazione. Eze, nel mese di luglio 2012, ha rescisso il contratto con l'Olimpia Milano valido dal 2011, tuttavia non era aggregato alla rosa della prima squadra già nella stagione 2011-12. Il 10 agosto 2012 ritorna a Siena. Il 2 luglio 2013 la Mens Sana annuncia la propria uscita dal contratto.
Il 6 febbraio viene ingaggiato dalla Dinamo Sassari, ma non viene confermato per la stagione successiva dalla compagine sarda, pur avendo raggiunto le semifinali scudetto.

## Palmarès
- Campionato italiano: 4

Mens Sana Siena: 2006-07, 2007-08, 2008-09, 2009-10
- Campionato italiano: 1 (revocato)

Mens Sana Siena: 2012-13
- Coppa Italia: 2

Mens Sana Siena: 2009, 2010
- Coppa Italia: 1 (revocato)

Mens Sana Siena: 2013
- Supercoppa italiana: 3

Mens Sana Siena:  2007, 2008, 2009